# Milan Lach
Milan Lach SJ (ur. 18 listopada 1973 w Kieżmarku) – słowacki wykładowca akademicki i biskup katolicki obrządku bizantyjsko-słowackiego i obrządku bizantyjsko-rusińskiego, w latach 2018-2023 eparcha Parmy w Stanach Zjednoczonych, od 2023 biskup pomocniczy eparchii bratysławskiej. Jezuita. 

## Życiorys
Studiował na Wydziale Teologii Greckokatolickiej Uniwersytetu Pavola Jozefa Šafárika w Preszowie (1992-1995), na Wydziale Teologicznym Uniwersytetu w Trnawie (1997-2001) i w Papieskim Instytucie Wschodnim w Rzymie (2004-2009).
Od 1995 roku związany z Towarzystwem Jezusowym, gdzie po odbyciu dwóch latach nowicjatu w 1997 roku złożył śluby zakonne. 1 lipca 2001 roku w Koszycach otrzymał święcenia kapłańskie z rąk biskupa Milana Chautura. Jako neoprezbiter był wikariuszem w parafii greckokatolickiej w Bratysławie. W latach 2001–2004 był pracownikiem naukowym w Ośrodku Duchowości Wschód-Zachód im. Michala Lacki w Koszycach, a w latach 2009-2011 także przełożonym tej placówki. Podczas studiów teologicznych w Rzymie był ojcem duchowym Papieskiego Kolegium Russicum i asystentem duchowym Federacji Skautów Europy. W 2009 roku uzyskał doktorat z teologii pracą na temat bazyliańskiego monastycyzmu.
Od 2010 roku członek Rady Rektorów czasopisma naukowego Verba Theologica. Od 2011 roku pełnił funkcję prodziekana Wydziału Teologicznego Uniwersytetu w Trnawie do spraw zagranicznych i rozwoju. Wykładowca na Wydziałach Teologicznym i Pedagogicznym Uniwersytetu w Trnawie.
19 kwietnia 2013 roku został mianowany przez papieża Franciszka biskupem pomocniczym archieparchii preszowskiej ze stolicą tytularną w Ostracine, zaś 1 czerwca 2013 przyjął biskupią chirotonię. 24 czerwca 2017 został mianowany administratorem apostolskim eparchii Parmy obrządku bizantyjsko-rusińskiego, 1 czerwca 2018 roku z kolei jej pełnoprawnym biskupem diecezjalnym.
23 stycznia 2023 ten sam papież przeniósł go na urząd biskupa pomocniczego eparchii bratysławskiej, przywracając go na stolicę tytularną Ostracine. 21 listopada 2024 mianował go także wizytatorem apostolskim dla wiernych obrządku bizantyjsko-słowackiego w Europie Zachodniej.

## Publikacje
- Il contributo di Giorgio Giovanniccio Bazilovič OSBM alla formazione monastica dei basiliani dell'eparchia di Mukačevo (1789-1821). Koszyce 2010.